# Río Pielgo
El río Pielgo es un corto río costero del norte de España que discurre por el centro del Principado de Asturias. Es la frontera natural entre los concejos de Gozón y Carreño

## Toponimia
El río Pielgo nace en la aldea del mismo nombre, en el concejo asturiano de Llanera, y desemboca en el Mar Cantábrico, formando un estuario en la playa de San Pedro de Antromero. El río tiene una extensión de 14 kilómetros.

## Poblaciones que atraviesa
El río Pielgo atraviesa, entre otras, las poblaciones de Trasona, Nubledo, Cancienes, Solís y Pielgo.

## Saneamiento
Tras numerosas protestas por los vecinos que habitaban a la cuenca del río, la Confederación Hidrográfica del Cantábrico (CHC) ha encargado a una brigada de operarios de la empresa Tragsa la limpieza de un tramo de 500 metros del fronterizo río Pielgo.
Aunque la queja más común entre los vecinos eran las plagas de ratas que se reproducían en el entorno del río, las tareas han consistido principalmente en el desbroce de la abundante maleza y tala de todos aquellos arbustos que podían obstruir el curso del río. 
Según declararon los responsables de la empresa, «las labores fueron muy complicadas dada la espesura de la fuerte capa vegetal existente en el lecho», en el fondo. Otro de los aspectos que se ha tenido en cuenta ha sido el respeto de los nidos existentes y la preservación de las especies arbóreas protegidas.
Con los trabajos efectuados, se elimina la posibilidad de que se formen pozos de aguas estancadas y se generen focos de contaminación provocados por las aguas fecales que hay en el entorno de su cuenca. El motivo de estos es la carencia de una red de saneamiento que evite los vertidos al río procedentes de las zonas residenciales y rurales próximas.